# Gens Fàbia

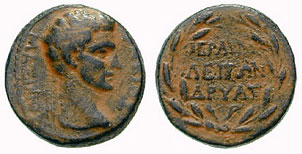
Moneda encunyada per August amb l'efígie de Quint Fabi Màxim Rul·lià.

La gens Fàbia (en llatí: Fabia, en plural Fabii) era una gens romana, una de les més antigues famílies patrícies de Roma, que deia ser descendent d'Hèrcules i de l'arcadi Evandre. El nom originari hauria estat Fodii o Fovii perquè un membre d'aquesta família hauria estat el primer de practicar el sistema de caçar llops per mitjà de rases (foreae), o segons Plini el Vell el nom derivava de "fava" vegetal cultivat per la família. Probablement eren sabins i se sospita que tenien una de les dues superintendències de la festa de la Lupercàlia. Van donar el nom a una tribu romana.
Encara que no és clar, sembla que tres germans de la família dels Fabii van tenir el poder consolar en set anys seguits, del 485 aC al 479 aC, ambdós inclosos. Un Ceso Fabi Vibulà va destacar el 477 aC a la batalla de Cremera. Encara al segle ii dC la família destacava i produïa personatges il·lustres.

## ElsFabiien la societat romana
Es creu que els ancestres d'aquesta família formaven part de les gentes maiores, els patricis més destacats juntament amb els Aemilii, Claudii, Cornelii, Manlii i els Valerii; però no s'ha conservat cap llista de les gentes maiores que ho confirmi. Fins a l'any 480 aC, els Fabii van donar suport al partit dels optimates que dictava lleis afavorint als patricis, però després dels esdeveniments d'aquell any en una batalla contra els Veïs en què la victòria es va poder aconseguir gràcies a la col·laboració entre els generals i els soldats d'origen plebeu, els Fabii es van adherir al partit del poble. Al llarg de la història de la República es van aliar sovint amb altres famílies prominents contra els Claudii, la gens més aristòcrata de totes i defensora de continuar amb els privilegis que comportava la diferenciació de classes socials.
Una famosa llegenda sobre la gens Fàbia assegura que, després d'haver tingut el càrrec de cònsol per set vegades consecutives, l'any 479 aC van encetar una guerra contra els Veii com si es tractés d'una obligació privada i no un assumpte públic. Van aplegar una milícia d'uns tres-cents homes de la seva gens, juntament amb amics i clients, que en total arribaven als quatre mil soldats. Aquesta milícia es va instal·lar sobre un turó que dominava la vista sobre el riu Cremera, un petit riu entre Roma i la ciutat dels Veïs. La causa d'aquesta decisió, presa a banda del senat, era l'enemistat que havia sorgit entre la resta de patricis i els Fabii, els quals els començaven a veure com a traïdors per fer costat a les demandes dels plebeus. El destacament armat va restar al turó durant dos anys, fent oposició contínua als Veïs, fins que van ser víctimes d'una emboscada i foren destruïts.
Es diu que en aquella desfeta van morir tres-cents sis homes d'edat madura membres de la gens Fàbia, quedant un sol supervivent per tornar a Roma. Segons algunes versions aquest va ser l'únic supervivent de tota la gens, però sembla poc probable que fos així, ja que això implicaria que havien marxat amb ells totes les dones i els nens petits dels Fabii. El dia en què van morir aquestes persones era recordat cada any a Roma perquè coincidia amb la data d'una altra derrota, la dels gals de l'any 390 aC. Era quinze dies abans de les calendes del Sextilis (agost),[18 de juliol al calendari actual].
El nom dels Fabii estava relacionat amb un dels dos col·legis dels Luperci, encarregats de dur a terme els ritus sagrats de la Lupercàlia. L'altre col·legi duia el nom de Quinctilii, fet que suggereix que en els inicis aquestes dues famílies eren els únics encarregats d'aquesta festa, així com per exemple els Pinarii i els Potitii s'encarregaven del culte a Hèrcules. Aquests ritus sagrats es van transferir gradualment a l'estat i es van obrir a la participació de membres d'altres famílies.

## Orígens
Segons la llegenda els Fabii deien ser descendents d'Hèrcules, el qual va visitar la península italiana una generació abans de la Guerra de Troia i quan Evandre va arribar li van oferir acolliment. També els membres de la gens Potícia i els de la gens Pinària es vantaven d'haver hostatjat a Hèrcules i haver après d'ell els ritus que després van continuar fent durant segles en el seu honor.

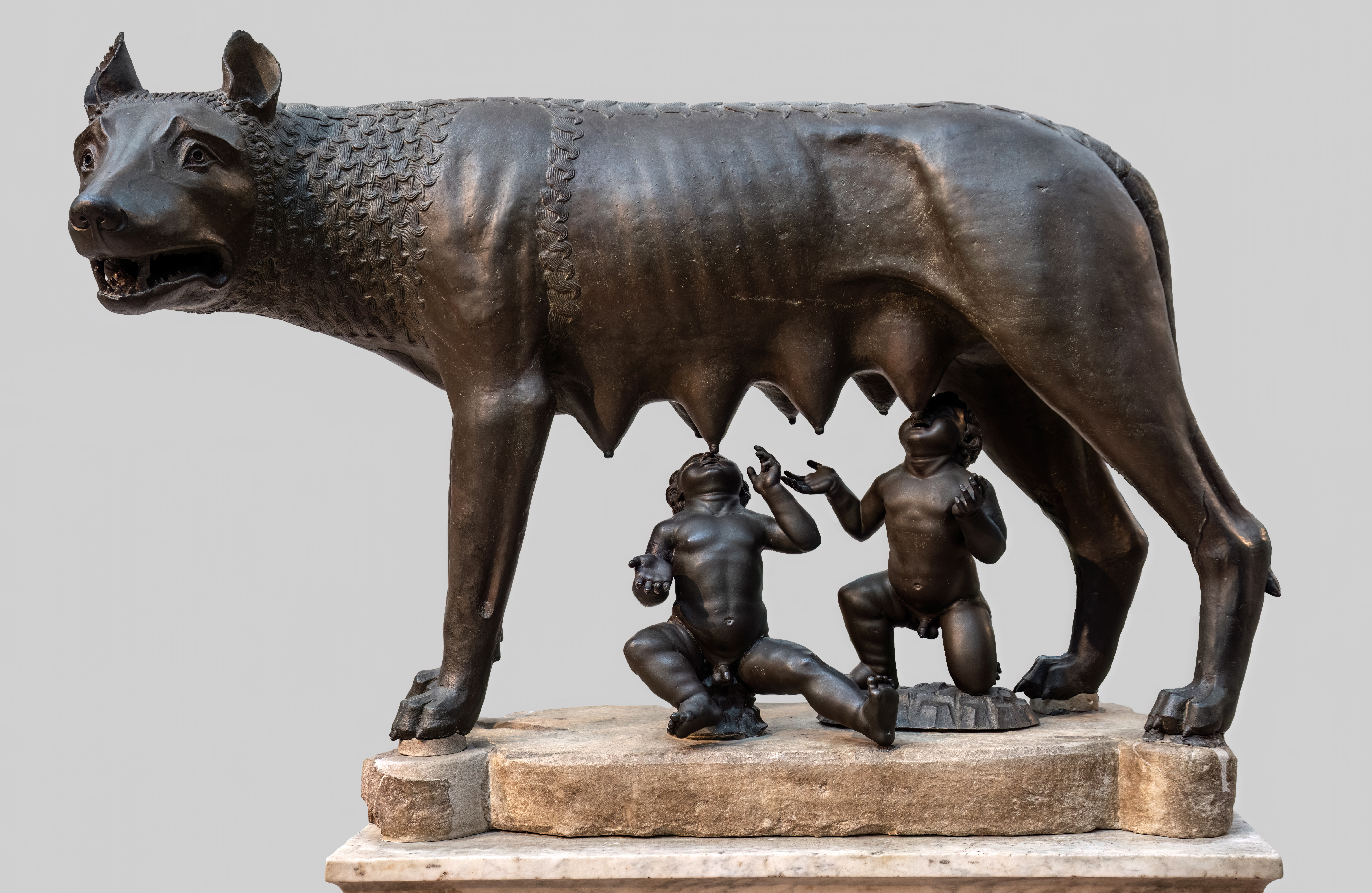
La lloba capitolina, escultura etrusca del, les figures humanes es van afegir al Renaixement.

Una altra llegenda deia que poc després de la fundació de Roma, els partidaris de Ròmul i Rem es van anomenar respectivament els Quinctilii i els Fabii. Es deia que els germans fundadors oferien sacrificis a la cova anomenada Lupercal on el pastor Faustulus els havia trobat de petits. Després els Fabii van continuar amb la tradició i així es va iniciar la Lupercàlia.
Es diu que els Fabii es deien anteriorment d'una altra manera: Fovius, Favius, o potser Fodius. Plini va proposar que l'origen del nom procedia de la paraula faba que, igual com en català és el nom d'un vegetal, i segons Plini van ser els primers a introduir el seu cultiu a Roma. S'ha proposat una altra explicació, bastant creïble, que diu que el nom de la família procedeix de la paraula fovae («fossats»), perquè els avantpassats dels Fabii excavaven fossats per fer paranys amb els que caçaven llops.
No és clar si els Fabii eren d'origen llatí o sabí. Niebuhr i també Göttling els consideren sabins, però altres acadèmics no troben satisfactòries les raons que donen i argumenten que la llegenda que els associa amb Ròmul i Rem els situa a la ciutat en un moment en què encara no s'havien instal·lat els sabins. Suposant que la llegenda sigui certa, la tradició diu que la gent que van aplegar els germans Ròmul i Rem per fundar la ciutat eren pastors, ofici que té molt a veure amb l'activitat de caçar llops, enemics naturals dels ramats d'ovelles i cabres. Però també hi ha la possibilitat que no fossin llatins procedents de l'antiga Alba Longa, ni sabins o etruscs arribats als inicis de la fundació perquè, abans d'organitzar-se la ciutat, els turons ja estaven habitats per uns quants que vivien de forma disseminada, per tant la gens Fàbia podrien ser autòctons.

## Praenominausats per la gens Fàbia
Els praenomen més usats per les primeres generacions dels Fabii van ser: Caeso (potser pel color dels ulls), Quintus (alguns autors pensen que podria significar "el cinquè fill", mentre altres creuen que podria voler dir "nascut el cinquè mes") i Marcus (relacionat amb el nom del déu Mart). Poc després de la derrota dels Fabii a Cremera, el praenomen Numerius comença a estar present en membres de la família. Segons una llegenda, Numerius procedeix de Quintus Fabius Vibulanus el qual es va casar amb la filla de Numerius Octacilius Maleventanus i va posar al seu fill el nom del sogre.
El praenomen Quintus és el que més es relaciona amb els Fabii de finals de la República. Els Fabii Maximi el van fer servir excloent altres noms fins a finals de la República, moment en què van treure de l'oblit l'antic praenomen Paullus, cosa que van fer en honor dels Aemilii Paulli, que estava emparentat amb ells.
Servius va ser un praenomen emprat pels Fabii Pictores, el qual devia entrar per línia materna.

## Branques de la gens Fàbia
Durant la República van portar els cognomen: Ambustus, Buteo, Dorso, Labeo, Licinius, Pictor, Vibulanus i Maximus, aquest darrer amb els agnomina: Aemilianus, Allobrigius, Eburnus, Gurges, Rullianus, Servilianus i Verrucosus. Els únics cognomina que surten en monedes acompanyant la paraula Fabia, són: Hispaniensis, Labeo, Maximus i Pictor.
La branca més antiga dels Fabii duien el cognomen Vibulanus, el qual fa al·lusió a la llar ancestral de la gens. Ambustus va començar sent un sobrenom amb el significat de «cremat», però va substituir el cognom Vibulanus a finals del segle v aC. La branca que va aconseguir més fama van ser els Maximus, els quals descendien dels Fabii Ambusti. Els Maximii eren coneguts per ocupar llocs importants en el govern i per les seves gestes militars, que van durar des de les guerres samnites (segle iv aC) fins a les guerres contra els invasors germànics (segle ii aC). Molts dels darrers membres dels Fabii Maximi descendien de Quintus Fabius Maximus Aemilianus, membre dels Aemilii Paulli, el qual va ser adoptat de nen per un descendent o parent proper de Quintus Fabius Maximus Verrucosus.
La branca dels Buteo procedeix del nom d'un tipus de falcó, perquè segons deien un d'aquests ocells es va plantar al seu vaixell i el fet va ser entès com a senyal de bon auguri i els seus descendents van continuar adoptant el nom com a distintiu familiar. Aquesta història narrada per Plini el Vell, no especifica qui era aquest Fabii, però és probable que fos un dels Fabii Ambusti.
El sobrenom Pictor, que vol dir «pintor», va generar una altra branca. Un els més antics, o potser el primer, va ser el qui va pintar el temple de Salus, construït entre el 307 i el 302 aC.

## Membres destacats
Per informació sobre les abreviacions: c. n. f. vegeu: filiació.

### Fabii Vibulani
- Caeso Fabius Vibulanus, pare de Quintus, Caeso i Marcus, cònsols del 485 al 479 aC.
- Quintus Fabius K. f. Vibulanus, cònsol el 485 i el 482 aC.[32][33]
- Caeso Fabius K.f. Vibulanus, cònsol el 484, 481 i 479 aC.[34][35]
- Marcus Fabius K. f. Vibulanus, cònsol el 483 i el 480 aC.[36][37][38][39]
- Quintus Fabius M. f. K. n. Vibulanus, cònsol el 467, 465 i 459 aC, membre del segon decemvirat el 450. Va obtenir el triomf sobre els Aequi i els Volsci.[40][41][27]
- Marcus Fabius Q. f. M. n. Vibulanus, cònsol el 442 i tribú amb potestat consular el 433 aC.[42][43]
- Numerius Fabius Q. f. M. n. Vibulanus, cònsol el 421 i tribú amb potestat consular el 415 aC i 407 aC.[44][45]
- Quintus Fabius Q. f. M. n. Vibulanus, cònsol el 423 i tribú amb potestat consular el 416 aC i 414 aC.[46][47]

### Fabii Ambusti
- Quintus Fabius M. f. Q. n. Vibulanus Ambustus, cònsol el 412 aC.[46]
- Marcus Fabius Q. f. Q. n. Ambustus, pontífex màxim l 390 aC.[48][49]
- Caeso Fabius M. f. Q. n. Ambustus, tribú amb potestat consolar els anys 404, 401, 395 i 390 aC.[50][49]
- Numerius Fabius M. f. Q. n. Ambustus, tribú amb potestat consolar els anys 406 i 390 aC.[51][49]
- Quintus Fabius M. f. Q. n. Ambustus, tribú amb potestat consolar el 390 BC.[48][49]
- Marcus Fabius K. f. M. n. Ambustus, tribú amb potestat consolar els anys 381 i 369 aC, censor el 363; va donar suport a les Lleis Liciniae-Sextiae, que grantien als plebeus el dret a optar al càrrec de cònsol.[52][53]
- Fabia M. f. K. n., casada amb Servius Sulpicius Praetextatus, tribú amb potestat consolar el 377, 376, 370 i el 368 aC.[54][55][56]
- Fabia M. f. K. n., casada amb Gaius Licinius Calvus Stolo, cònsol els anys 364 i 361 aC.[54][55][56]
- Marcus Fabius N. f. M. n. Ambustus, cònsol els anys 360, 356 i 354 aC, princeps senatus, va obtenir el triomf sobre els Tiburtines.[57][58]
- Gaius Fabius N. f. M. n. Ambustus, cònsol el 358 aC.[59]
- Marcus Fabius M. f. N. n. Ambustus, magister equitum el 322 aC.[60]
- Quintus Fabius Ambustus, nomenat dictador el 321 aC, però obligat a renunciar per indicació dels auspicis.[61]
- Gaius Fabius M. f. N. n. Ambustus, nomenat magister equitum el 315 aC, en substitució de Quintus Aulius, caigut en batalla.[62]

### Fabii Dorsuones i Licini
- Gaius Fabius Dorsuo, va tenir la valentia de sortir de la muralla per anar a fer un sacrifici als déus mentre estaven assetjats pels gals després de la batalla de l'Àl·lia el 390 aC, esquivant els sentinelles gals tant a la sortida com a la tornada.[63][64]
- Marcus Fabius (C. f.) Dorsuo, cònsol el 345 aC, encarregat de la guerra contra els Volsci, es va apoderar de Sora.[65][66]
- Gaius Fabius M. f. M. n. Dorsuo Licinus, cònsol el 273 aC, mort durant aquell mateix any.[67][68]
- Marcus Fabius C. f. M. n. Licinus, cònsol el 246 aC.[49]

### Fabii Maximi
- Quintus Fabius M. f. N. n. Maximus Rullianus, cònsol els anys 322, 310, 308, 297, 295 aC, dictador el 315 i censor el 304, princeps senatus; va obtenir el triomf el 322 i el 295.
- Quintus Fabius Q. f. M. n. Maximus Gurges, cònsol els anys 292, 276, 265 aC, princeps senatus; va obtenir el triomf el 292 i 276 aC.
- Quintus Fabius (Q. f. Q. n.) Maximus, edil el 265 aC, va participar en l'atac als ambaixadors d'Apol·lònia d'Il·líria i li van encomanar la seva custòdia.[69][70][71]
- Quintus Fabius Q. f. Q. n. Maximus Verrucosus, més tard amb el sobrenom Cunctator, cònsol els anys 233, 228, 215, 214, 209 aC, censor el 230, dictador els anys 221 i 217 aC, princeps senatus; va obtenir el triomf el 233 aC.
- Quintus Fabius Q. f. Q. n. Maximus, cònsol el 213 aC.[72][73]
- Quintus Fabius Q. f. Q. n. Maximus, nomenat àugur el 203 aC.[74]
- Quintus Fabius Maximus, pretor peregrí el 181 aC.[75]
- Quintus Fabius Q. f. Q. n. Maximus Aemilianus, cònsol el 145 aC, fill de Luci Emili Paul·le, conqueridor de Macedònia; adoptat de nen per Quint Fabi Màxim Berrugós.
- Quintus Fabius Q. f. Q. n. Maximus Allobrogicus, cònsol el 121 aC, censor el 108 aC; va derrotar els Al·lòbroges.
- Quintus Fabius Q. f. Q. n. Maximus Allobrogicus, fill del cònsol del 121 aC; va destacar només pels seus vicis.[76][77]
- Quintus Fabius Q. f. Q. n. Maximus Servilianus, cònsol del 142 aC.[78][79][80][81]
- Quintus Fabius Maximus Eburnus, cònsol el 116 aC, va condemnar a mort un dels seus fills; va anar a l'exili per l'acusació contra ell de Gneu Pompeu Estrabó.[82][83][84]
- Quintus Fabius Q. f. Q. n. Maximus, llegat de Cèsar i cònsol suffectus el 45 aC.[85][86][87]
- Paullus Fabius Q. f. Q. n. Maximus, cònsol l'any 11 aC.
- Quintus Fabius Q. f. Q. n. Maximus Africanus, de vegades dit Africanus Fabius Maximus, cònsol l'any 10 aC.[88]
- Paullus Fabius Paulli f. Q. n. Persicus, cònsol l'any 34.

### Fabii Pictores
- Gaius Fabius M. f. Pictor, va pintar l'interior del temple de Salus, inaugurat el 302 aC.[89][90][91][92]
- Gaius Fabius C. f. M. n. Pictor, cònsol el 269 aC.
- Numerius Fabius C. f. M. n. Pictor, cònsol el 266 aC, va obtenir la victòria sobre els sarsinats, els sal·lentins i els messapis.[53][93]
- Quintus Fabius C. f. C. n. Pictor, nascut el 254 aC. Historiador, els seus escrits van ser emprats com a font documental per Plutarc, Polibi, Titus Livi i Dionís d'Halicarnàs.[94]
- Quintus Fabius (Q. f. C. n.) Pictor, pretor el 189 aC, va rebre el govern de la província de Sardenya, però va ser cridat pel pontífex màxim per tornar a Roma. La seva abdicació va ser rebutjada pel senat i el van nomenar praetor peregrinus.[95]
- Servius Fabius (Q. f. Q. n.) Pictor, historiador que va viure al segle ii aC.
- Numerius Fabius Q. f. Pictor, pare del triumvir monetalis.
- Numerius Fabius N. f. Q. n. Pictor, triumvir monetalis el 126 aC, probablement també va ser Flamen Quirinalis.[11]

### Fabii Buteones
- Numerius Fabius M. f. M. n. Buteo, consol el 247 aC, durant la Primera Guerra Púnica.[53][96]
- Marcus Fabius M. f. M. n. Buteo, cònsol el 245 aC, censor, probablement el 241; nomenat dictador el 216 per les baixes al senat després de la batalla de Cannae.[97][98]
- Fabius M. f. M. n. Buteo, segons Pau Orosi, acusat de robatori i intent d'assassinat pel seu propi pare.[99]
- Marcus Fabius Buteo, pretor el 201 aC, li van conferir el govern de Sardenya.[100]
- Quintus Fabius Buteo, pretor el 196 aC, governador de la província d'Hispània Ulterior.[101]
- Quintus Fabius Buteo, pretor el 181 aC, governador de la Gàl·lia Cisalpina.[102]
- Numerius Fabius Buteo, pretor el 173 aC, li van conferir el govern de la província d'Hispània Citerior, però va morir a Massilia de camí cap a Hispània.[103]
- Quintus Fabius Buteo, qüestor el 134 aC; sembla que fill de Quintus Fabius Maximus Aemilianus i nebot de Scipio Aemilianus, el qual li va confiar el comandament e quatre mil voluntaris durant la Guerra de Numància.[104][105]

### Altres
- Quintus Fabius Q. f. Labeo, cònsol el 183 aC, li van concedir el triomf el 189.[106][107]
- Gaius Fabius Hadrianus, governador d'Àfrica del 87 aC al 84 aC aproximadament; el seu govern va ser tan opressiu que els colons i comerciants d'Útica li van calar foc fins a matar-lo.[108][109][110]
- Fabius Dossennus, escriptor teatral, el seu estil va ser criticat per Horaci.[111][112][113]
- Quintus Fabius Sanga, va advertir Ciceró sobre la conspiració de Catilina, després de ser informat pels ambaixadors dels al·lòbroges.[114][115][116]
- Quintus Fabius Vergilianus, llegat d'Appi Claudi Pulcre a Cilícia el 51 aC; durant la guerra civil va abraçar la causa de Pompeu.[117]
- Fabius Rusticus, historiaor del segle i, sovint mencionat per Tàcit en el seu relat sobre la vida de Neró.[118]
- Fabius Fabullus, llegat de la V legió, escollit cabdill pels soldats amotinats contra Aule Cecina Aliè l'any 69; potser el mateix al qui es va atribuir la mort de l'emperador Galba.[119][120]
- Gaius Fabius Valens, un dels principals generals de Vitel·li, cònsol suffectus l'any 69.
- Fabius Priscus, un dels llegats enviats contra Claudi Civilis l'any 70.[121]
- Marcus Fabius Quintilianus, cèlebre retòric, va guanyar la insígnia i el títol de cònsol concedit per Domicià.
- Fabius Justus, distingit retòric, amic de Tàcit i de Plini el Jove.[122]
- Quintus Fabius Catullinus, cònsol l'any 130.[11]
- Fabius Cornelius Repentinus, nomenat praefectus praetorio durant el govern d'Antoní Pius.[123]
- Fabius Mela, eminent jurista, probablement de meitat del segle ii.[124]
- Lucius Fabius Cilo Septimianus, cònsol suffectus l'any 193 i cònsol el 204.[125][126]
- Fabius Sabinus, un dels consiliarii d'Alexandre Sever, potser el mateix Sabinus expulsat de Roma per ordre d'Elagabalus.[127]
- Titus Fabius Titianus, cònsol l'any 337.[53]
- Fabius Planciades Fulgentius, gramàtic.